# Ana María Peiró Griñó
Ana María Peiró Griñó (Barcelona, 12 de setembre de 1962) és una exnedadora paralímpica catalana.
Internacional amb la selecció espanyola, participà als Jocs Paralímpics de Nova York 1984 on guanyà tres medalles d'or en les proves de 100 m esquena L4, 100 m papallona L4 i 200 m estils L4, i dos de bronze en 100 m lliures L4 i 100 m braça L4. Quatre anys més tard, aconseguí tres medalles d'or en 100 m lliures 5, 400 m lliures 5 i 100 m esquena 5 als Jocs Paralímpics de Seül 1984. Posteriorment practicà l'esquí nàutic i el bàsquet amb cadira de rodes, competint amb el Club San Rafael i l'UNES Sant Feliu. Fou seleccionada per competir amb la selecció espanyola al Campionat d'Europa de 1997.
Entre d'altres reconeixements, rebé la medalla d'or de la Reial Orde del Mèrit Esportiu (2007).